# Schlickgräser
Die Schlickgräser (Spartina) sind eine Pflanzengattung innerhalb der Familie der Süßgräser (Poaceae).

## Beschreibung

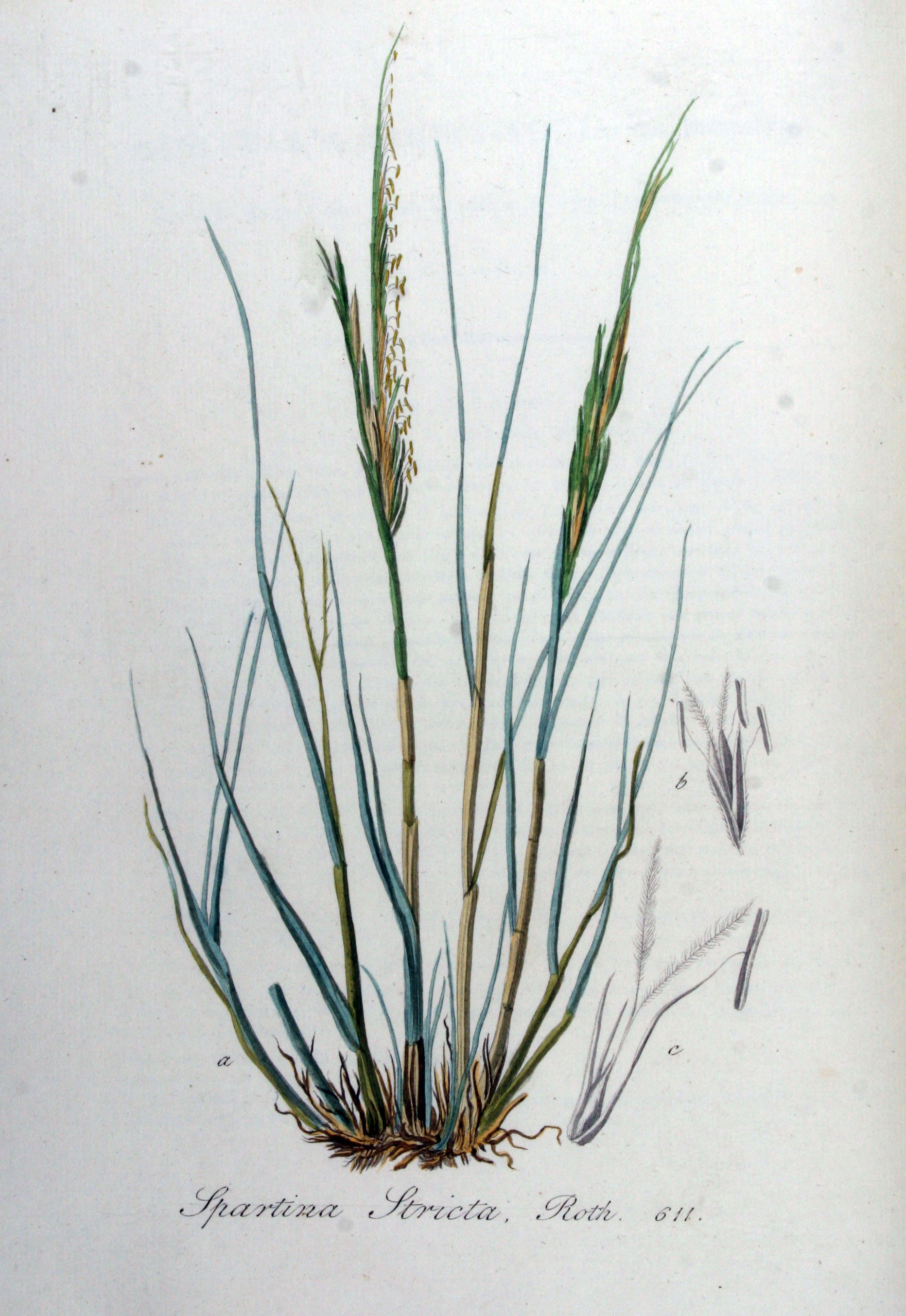
Illustration des Niederen Schlickgrases (Spartina maritima)

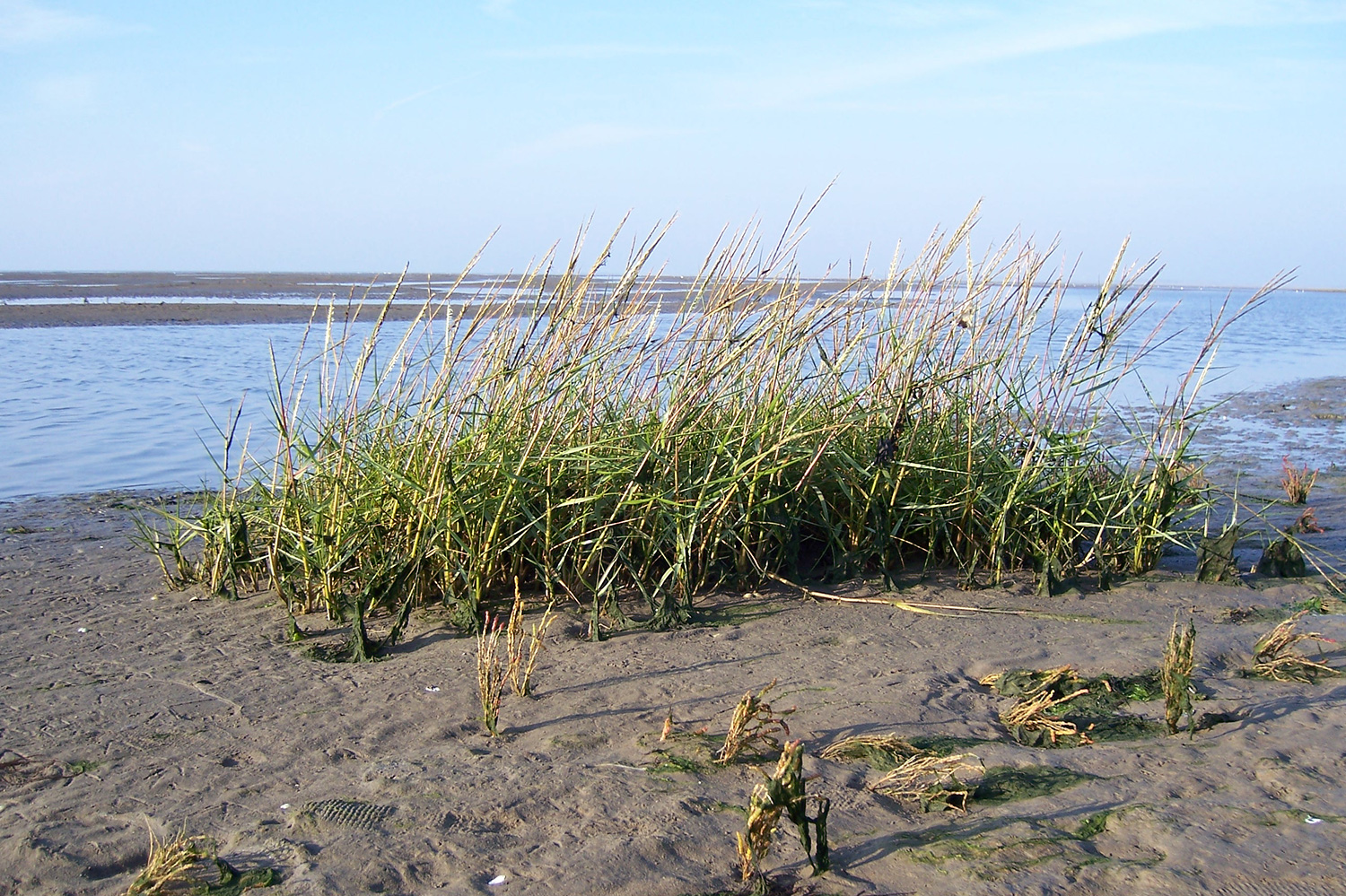
Salz-Schlickgras (Spartina anglica) im Gezeitenbereich des Wattenmeeres

Die Schlickgräser sind kräftige, ausdauernde krautige Pflanzen, die Wuchshöhen 0,3 und 2 Metern erreichen. Sie bilden lange verzweigte Rhizome. Die wechselständigen Laubblättern sind relativ lang und schmal. Der ährige Blütenstand ist zusammengesetzt aus wechselständigen, sitzenden Ährchen.

## Standorte
Die Spartina-Arten sind Salzpflanzen, die vorwiegend an Meeresküsten, insbesondere Salzwiesen vorkommen.

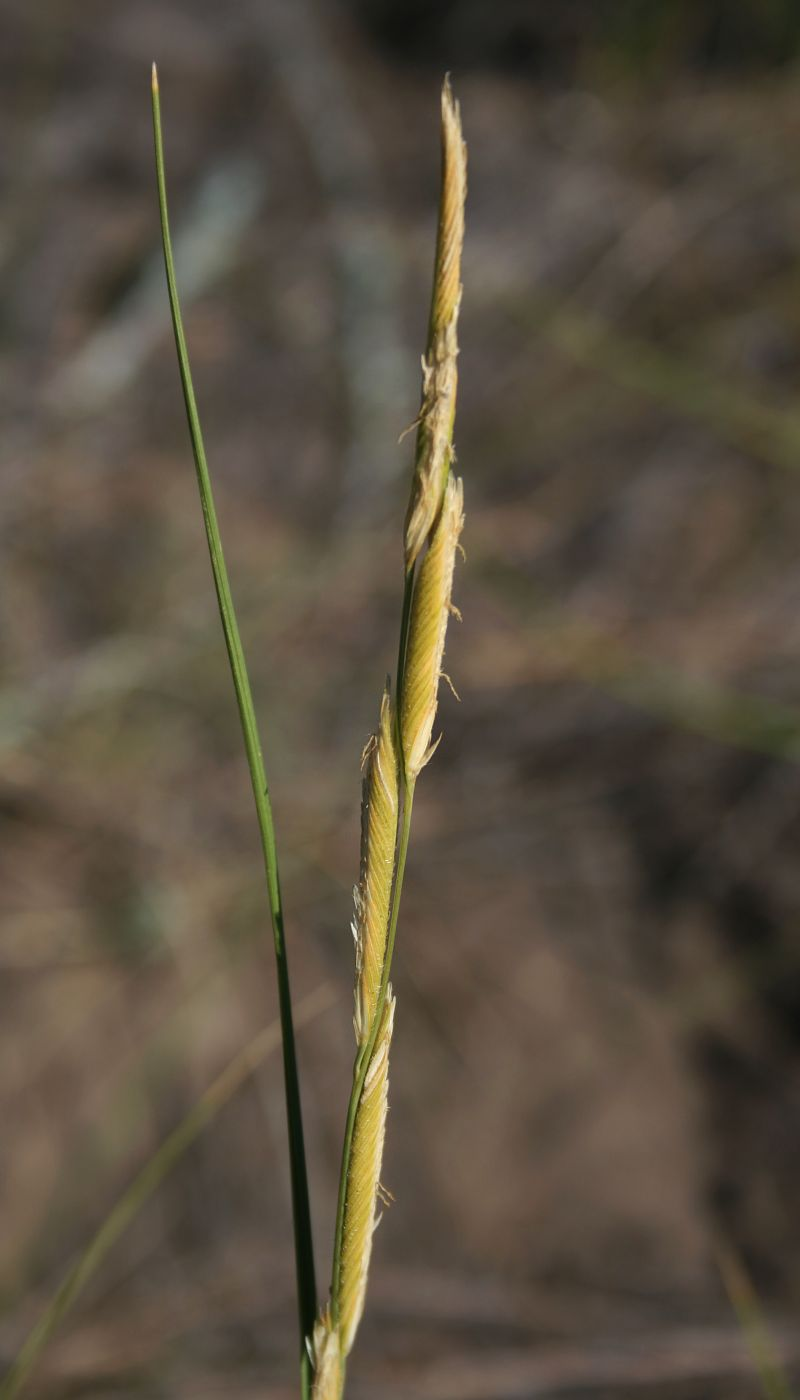
Spartina gracilis

## Systematik und Verbreitung
Die Gattung Spartina wurde 1789 durch Johann Christian von Schreber aufgestellt. Der Gattungsname Spartina ist griechischen Ursprungs von spárte für Strick und bedeutet Strick- oder Besengras. Synonyme für Spartina Schreb. sind: Chauvinia Steud., Limnetis Rich. nom. superfl., Ponceletia Thouars nom. illeg., Psammophila Schult., Solenachne Steud., Trachynotia Michx., Tristania Poir. nom. inval.
Die Gattung Spartina gehört zur Unterfamilie Chloridoideae innerhalb der Familie der Poaceae.
Etliche Arten sind nordamerikanisch und südamerikanisch verbreitet. Wenige Arten kommen in Europa (Spartina maritima, Spartina × townsendii, Spartina anglica) und entlang der Westküste Afrikas vor.
Es gibt etwa 18 Spartina-Arten und -Hybride:
- Glattes Schlickgras (Spartina alterniflora Loisel.; Syn.: Spartina merrillii A.Chevalier): Das weite Verbreitungsgebiet reicht von Kanada bis Mexiko und von den Kleinen Antillen bis Argentinien.[2]
- Salz-Schlickgras, Englisches Schlickgras (Spartina anglica C.E.Hubb., Syn.: Sporobolus anglicus (C.E.Hubb.) P.M.Peterson & Saarela): Die Heimat ist Großbritannien.[2] Breitet sich nach Anpflanzung in Mitteleuropa von Belgien bis Dänemark aus.[4]
- Spartina arundinacea (Thouars) Carmich.: Die Heimat ist Tristan da Cunha und die Amsterdam-Insel.[2]
- Spartina bakeri Merr.: Die Heimat sind die südöstlichen USA bis Texas.[2]
- Spartina ×caespitosa Eaton = Spartina patens × Spartina pectinata: Diese Naturhybride ist im östlichen Kanada sowie in den östlichen USA verbreitet.[2]
- Spartina ciliata Brongn.: Sie ist in Brasilien, Uruguay und im nordöstlichen Argentinien verbreitet.[2]
- Spartina cynosuroides (L.) Roth: Sie ist von den östlichen USA und bis zum nordöstlichen Mexiko verbreitet.[2]
- Spartina densiflora Brongn. ex Beer: Sie ist in Venezuela, Brasilien und im südlichen Südamerika verbreitet.[2]
- Spartina foliosa Trin.: Sie ist von Kalifornien und bis ins nördliche Mexiko verbreitet.[1]
- Spartina gracilis Trin.: Sie ist von Kanada über die USA bis ins nördliche Mexiko weitverbreitet.[1]
- Niederes Schlickgras (Spartina maritima (Curt.) Fernald, Syn.: Spartina stricta (Ait.) Roth, Spartina capensis Nees, Spartina schreberi J.F.Gmel., Sporobolus maritimus (Curtis) P.M. Peterson & Saarela): Es ist in Europa, Marokko und im südlichen Afrika verbreitet.[1]
- Spartina patens (Ait.) Mühl.: Die Heimat sind Kanada, die USA, das nördliche Mexiko und die Karibik.[1]
- Prärie-Schlickgras (Spartina pectinata Link, Syn.: Sporobolus michauxianus (Hitchc.) P. M. Peterson & Saarela): Es ist von Kanada bis zu den USA weitbreitet und ist beispielsweise in Europa und Australien ein Neophyt.[1] Im Mitteleuropa wurde die Art an Flussböschungen in den Niederlanden und in Deutschland (Berlin, Brandenburg, Bayern, bei Frankfurt a. M., Braunschweig, Hamburg und Jena) beobachtet.[4]
- Spartina spartinae (Trin.) Merr. ex AS Hitchc. (Syn.: Spartina argentinensis Parodi): Das Verbreitungsgebiet reicht von den südöstlichen USA bis Venezuela und den Bahamas und von Paraguay bis zum nordöstlichen Argentinien.[2]
- Spartina ×townsendii H.Groves & J.Groves = Spartina alterniflora × Spartina maritima: Naturhybride
- Spartina versicolor Fabre: Die Heimat sind die Azoren und der westliche sowie zentrale Mittelmeerraum.[2]

## Nutzung
Mehrere Arten wurden für Watterhöhung und Landgewinnung angebaut. Die Arten, die oft in Salzwiesen dominieren, wurden als Viehfutter verwendet (Beweidung und Heuernte). Manche Arten wurden auch zur Dachbedeckung eingesetzt.